# Rúskoye Ustie
Rúskoye Ustie (del ruso: Русское Устье) es un seló del ulús Aláijovski de la República de Sajá, en Rusia. Durante varias décadas en la época soviética, el pueblo fue llamado oficialmente Poliarni (en ruso: Полярный, o Polar).
La población permanente del pueblo contaba con 180 habitantes a 1 de enero de 2001, mientras que en 1989 era de 300.

## Geografía
Rúskoye Ustie está situado en el delta del río Indiguirka, a unos 80 km de la desembocadura del principal brazo occidental del delta del Indiguirka en el mar de Siberia Oriental del océano Ártico.
El nombre del pueblo se basa probablemente en el nombre del brazo del delta en el que está situado, conocido históricamente como el Rúskoye Ustie. (Actualmente el brazo se conoce como Ruskoústinskoye Protoka, nombre formado del nombre del pueblo.)
El nombre original del brazo, Rúskoye Ustie, puede ser traducido vagamente como "la desembocadura más al oeste" (ustie, desembocadura; Rúskoye, ruso, en el sentido que este brazo es el más cercano a la Rusia europea. De modo similar, el brazo más oriental se conocía como Kolýmskoye Ustie por ser el más cercano al río Kolymá, el vecino oriental del Indiguirka.

## Historia y cultura
Rúskoye Ustie fue colonizado por pobladores de etnia rusa hace varios siglos. Como la agricultura no es viable en este lugar del Ártico, desarrollaron una economía basada en la caza, la pesca y el trampeo. Al estar el pueblo por encima de la línea arbolada del ártico, se utilizaba la madera flotante que baja por el Indiguirka para la construcción y el fuego.
Debido al remarcable aislamiento geográfico del asentamiento, sus residentes preservaron muchas de las creencias, costumbres y folclore de sus ancestros hasta el siglo XIX y XX, lo que hizo del pueblo un destino de interés para etnógrafos y antropólogos culturales. Los lingüistas visitaban el lugar para estudiar el dialecto local del ruso, fuertemente influenciado por el idioma even.
Se especula que los colonos originales, posiblemente de origen pomor, llegaron al delta del Indiguirka en la primera mitad del siglo XVII (aunque algunos investigadores más escépticos retrasan este hecho hasta la segunda mitad del mismo siglo.) De acuerdo a una leyenda que se recuerda en el pueblo, sus ancestros dejaron la Rusia europea durante las campañas de persecución de Iván IV de Rusia a finales del siglo XVI, aunque, como sugiere el escritor siberiano Rasputin, llegar al Indiguirka les tuvo que llevar bastante tiempo.
El primer registro conocido de la comunidad de Rúskoye Ustie es en los informes del explorador Dmitri Láptev, quien tuvo que pasar un invierno en 1739 cuando su barco se bloqueó por el hielo. El socialrevolucionario Vladímir Zenzínov hizo una descripción del pueblo cuando lo visitó en a principios del siglo XX, durante su exilio en Siberia.
Con la Unión Soviética el pueblo llegó a conectarse al resto de Rusia, integrándose en su cultura y en la economía nacional, ya que en 1928 se construyó una escuela, y acudió un maestro, y en la década de 1960, con la llegada de los helicópteros se reforzó este vínculo. Las pieles del zorro ártico se convirtieron en el principal producto vendido por los habitantes locales al mundo exterior.
Históricamente, las gentes de Rúskoye Ustie vivían diseminadas por varias decenas de kilómetros, viviendo en solitarias casas o en pequeñas aldeas de tres o cuatro casas (en el pueblo en el que estuvo Zenzínov había seis casas). Alrededor de 1940-42, las autoridades les movieron a un solo pueblo, al que se dio el nombre de Poliarni. A finales del siglo XX se le restituyó el nombre original, aunque no había dejado de ser utilizado por los lugareños.
Un escritor siberiano, Valentín Rasputin, dedicó un capítulo de su obra de no-ficción "Siberia, Siberia" (publicada originalmente en 1991) a la gente de esta tradicional comunidad aislada.

## Clima
| Parámetros climáticos promedio de Russkoye Ustye | Parámetros climáticos promedio de Russkoye Ustye | Parámetros climáticos promedio de Russkoye Ustye | Parámetros climáticos promedio de Russkoye Ustye | Parámetros climáticos promedio de Russkoye Ustye | Parámetros climáticos promedio de Russkoye Ustye | Parámetros climáticos promedio de Russkoye Ustye | Parámetros climáticos promedio de Russkoye Ustye | Parámetros climáticos promedio de Russkoye Ustye | Parámetros climáticos promedio de Russkoye Ustye | Parámetros climáticos promedio de Russkoye Ustye | Parámetros climáticos promedio de Russkoye Ustye | Parámetros climáticos promedio de Russkoye Ustye | Parámetros climáticos promedio de Russkoye Ustye |
| Mes                                              | Ene.                                             | Feb.                                             | Mar.                                             | Abr.                                             | May.                                             | Jun.                                             | Jul.                                             | Ago.                                             | Sep.                                             | Oct.                                             | Nov.                                             | Dic.                                             | Anual                                            |
| ------------------------------------------------ | ------------------------------------------------ | ------------------------------------------------ | ------------------------------------------------ | ------------------------------------------------ | ------------------------------------------------ | ------------------------------------------------ | ------------------------------------------------ | ------------------------------------------------ | ------------------------------------------------ | ------------------------------------------------ | ------------------------------------------------ | ------------------------------------------------ | ------------------------------------------------ |
| Temp. máx. abs. (°C)                             | -8.0                                             | -13.3                                            | -7.1                                             | -2.0                                             | 12.0                                             | 24.0                                             | 28.9                                             | 27.4                                             | 18.0                                             | 5.0                                              | -3.8                                             | -7.8                                             | 28.9                                             |
| Temp. máx. media (°C)                            | -29.2                                            | -30.8                                            | -27.0                                            | -17.3                                            | -5.3                                             | 6.7                                              | 11.7                                             | 8.9                                              | 2.9                                              | -10.3                                            | -22.5                                            | -28.5                                            | -13.1                                            |
| Temp. media (°C)                                 | -32.8                                            | -34.5                                            | -31.2                                            | -22.1                                            | -8.5                                             | 3.7                                              | 7.9                                              | 5.7                                              | 0.6                                              | -13.4                                            | -26.2                                            | -32.0                                            | -16.6                                            |
| Temp. mín. media (°C)                            | -36.6                                            | -38.3                                            | -35.7                                            | -27.8                                            | -12.7                                            | 0.6                                              | 4.2                                              | 2.9                                              | -1.5                                             | -16.7                                            | -29.9                                            | -35.6                                            | -20.4                                            |
| Temp. mín. abs. (°C)                             | -48.4                                            | -51.0                                            | -47.4                                            | -42.2                                            | -29.0                                            | -25.0                                            | -3.9                                             | -5.1                                             | -17.0                                            | -35.8                                            | -42.2                                            | -48.6                                            | -51.0                                            |
| Precipitación total (mm)                         | 11.3                                             | 6.4                                              | 5.1                                              | 7.5                                              | 32.8                                             | 21.9                                             | 27.9                                             | 31.2                                             | 28.8                                             | 13.1                                             | 14.1                                             | 5.8                                              | 205.9                                            |
| Fuente:                                          |                                                  |                                                  |                                                  |                                                  |                                                  |                                                  |                                                  |                                                  |                                                  |                                                  |                                                  |                                                  |                                                  |